# Стандардни услови за температуру и притисак
Стандардна температура и притисак (СТП) су стандардни скупови услова за експериментална мерења која треба да се успоставе како би се омогућила поређења између различитих скупова података. Највише се користе стандарди Међународне уније за чисту и примењену хемију (IUPAC) и Националног института за стандарде и технологију (NIST), иако то нису универзално прихваћени стандарди. Друге организације су успоставиле низ алтернативних дефиниција за своје стандардне референтне услове.
У хемији термин нормални услови (скраћено Н. У.) обележавају температуру од тачно 0°C (273,15 K) и притисак од 1 atm (дефинисан као 101 325 Pa). Ове вредности су приближне температури мржњења воде и атмосферском притиску на нивоу мора. Температура и ваздушни притисак могу варирати од једног места до другог на Земљи, и такође могу варирати на истом месту са временом. Ове вредности су, ипак, веома битне у многим хемијским и физичким процесима, посебно у вези са мерењима. Стога је било потребно да се дефинишу стандардни услови за температуру и притисак.
IUPAC је променио дефиницију стандардне температуре и притиска 1982:
- До 1982. године, СТП су били дефинисани као температура од 273,15  (0 °C, 32 °F) и апсолутни притисак од тачно 1  (101,325 ).
- Од 1982. године, СТП се дефинише као температура од 273,15  (0 °C, 32 °F) и апсолутни притисак од тачно 105  (100 , 1 bar).

 користи температуру од 20 °C (293,15 , 68 °F) и апсолутни притисак од 1 atm (14,696 , 101,325 ). Овај стандард се такође назива нормална температура и притисак (скраћено НТП). Међутим, уобичајена температура и притисак које NIST користи за термодинамичке експерименте је 298,15  (25°, 77°) и 1  (14,5038 , 100 ). NIST такође користи „15 °C (59 °F)“ за температурну компензацију рафинисаних нафтних деривата, упркос напомени да ове две вредности нису баш у складу једна са другом.
Међународни стандардни метрички услови за природни гас и сличне флуиде су 288,15 K (15,00 °C; 59,00 °F) и 101,325 kPa.

## Дефиниције

### Раније употребе
Пре 1918. године, многи професионалци и научници који су користили метрички систем јединица дефинисали су стандардне референтне услове температуре и притиска за изражавање запремине гаса као 15 °C (288,15 K; 59,00 °F) и 101.325 kPa (1.000 atm; 760.000 Torr). Током тих истих година, најчешће коришћени стандардни референтни услови за људе који су користили империјални или амерички уобичајени систем били су 60 °F (15,56 °C; 288,71 K) и 14,696  (1 ), јер се скоро универзално користио од стране индустрије нафте и гаса широм света. Горе наведене дефиниције више нису најчешће коришћене ни у једном систему јединица.

### Тренутна употреба
Организације широм света тренутно користе многе различите дефиниције стандардних референтних услова. Табела испод наводи неке од њих, али има и других. Неке од ових организација су у прошлости користиле друге стандарде. На пример, IUPAC је од 1982. дефинисао стандардне референтне услове као 0 °C и 100  (1 ), за разлику од свог старог стандарда од 0 °C и 101,325  (1 ). Нова вредност је средњи атмосферски притисак на надморској висини од око 112 метара, што је ближе светској средњој надморској висини људског становања (194 m).
Компаније природног гаса у Европи, Аустралији и Јужној Америци усвојиле су 15 °C (59 °F) и 101,325  (14,696 ) као своје стандардне референтне услове запремине гаса, који се користе као основне вредности за дефинисање стандардног кубног метра. Такође, Међународна организација за стандардизацију (ISO), Агенција за заштиту животне средине Сједињених Држава (EPA) и Национални институт за стандарде и технологију (NIST) имају више од једне дефиниције стандардних референтних услова у својим различитим стандардима и прописима.
| Температура | Температура | Притисак | Притисак | Притисак | Притисак | Релативна влажност (%) | Издавачки или оснивачки ентитет |  |                     |
| ----------- | ----------- | -------- | -------- | -------- | -------- | ---------------------- | --- |  | ------------------- |
| 0           | 32          | 100,000  | 750,06   | 14,5038  | 29,530   | Релативна влажност (%) | Издавачки или оснивачки ентитет |  | IUPAC (STP) од 1982 |
| 0           | 32          | 101,325  | 760,00   | 14,6959  | 29,921   |                        | NIST, ISO 10780, раније до 1982 |  |                     |
| 15          | 59          | 101,325  | 760,00   | 14,6959  | 29,921   | 0                      | ICAO's ISA, ISO 13443, EEA, (СИ дефиниција) |  |                     |
| 20          | 68          | 101,325  | 760,00   | 14,6959  | 29,921   |                        | EPA, NIST. Ово се такође назива НТП, нормална температура и притисак.                                                                                         |  |                     |
| 22          | 71,6        | 101,325  | 760,00   | 14,6959  | 29,921   | 20–80                  | Америчко удружење физичара у медицини |  |                     |
| 25          | 77          | 100,000  | 750,06   | 14,5038  | 29,530   |                        | IUPAC (SATP) |  |                     |
| 25          | 77          | 101,325  | 760,00   | 14,6959  | 29,921   |                        | EPA |  |                     |
| 20          | 68          | 100,000  | 750,06   | 14,5038  | 29,530   | 0                      | CAGI |  |                     |
| 15          | 59          | 100,000  | 750,06   | 14,5038  | 29,530   |                        | SPE |  |                     |
| 20          | 68          | 101,3    | 760      | 14,69    | 29,9     | 50                     | ISO 5011 |  |                     |
| 20          | 68          | 101,33   | 760,0    | 14,696   | 29,92    | 0                      | GOST 2939-63 |  |                     |
| 15,56       | 60          | 101,33   | 760,0    | 14,696   | 29.920   |                        | SPE, U.S. OSHA, SCAQMD |  |                     |
| 15,56       | 60          | 101,6    | 762      | 14,73    | 30,0     |                        | EGIA (дефиниција империјалног система) |  |                     |
| 15,56       | 60          | 101,35   | 760,21   | 14,7     | 29,93    |                        | U.S. DOT (SCF) |  |                     |
| 15          | 59          | 99,99    | 750,0    | 14,503   | 29.530   | 78                     | U.S. Армијски стандардни метро |  |                     |
| 15          | 59          | 101,33   | 760,0    | 14,696   | 29.920   | 60                     | ISO 2314, ISO 3977-2 |  |                     |
| 21,11       | 70          | 101,3    | 760      | 14,70    | 29,92    | 0                      | AMCA, густина ваздуха = 0,075 lbm/ft3. Овај стандард се односи само на ваздух; Удружење за компримовани гас [CGA] примењује се на употребу индустријског гаса у САД |  |                     |
| 15          | 59          | 101,3    | 760      | 14,70    | 29,92    |                        | Савезна управа за ваздухопловство (FAA) |  |                     |
| 20          | 68          | 101,325  | 760,00   | 14,6959  | 29,921   | 0                      | EN 14511-1:2013 |  |                     |
| 15          | 59          | 101,325  | 760,00   | 14,6959  | 29,921   | 0                      | ISO 2533:1975 ISO 13443:2005, ISO 7504:2015 |  |                     |
| 0           | 32          | 101,325  | 760,00   | 14,6959  | 29,921   | 0                      | DIN 1343:1990 |  |                     |

Скраћенице:
- EGIA: Закон о инспекцији електричне енергије и гаса (Канада)
- SATP: Стандардна температура и притисак околине
- SCF: Стандардна кубична стопа